# Tobal 2
Tobal 2 (яп. トバル2 тобару 2) — компьютерная игра в жанре файтинг, разработанная студией DreamFactory для приставки PlayStation и выпущенная в 1997 году компанией Square. В отличие от предшественницы, Tobal No. 1, никогда не выходила за пределами Японии — причиной этого послужил слишком запутанный исходный код, не позволивший выполнить англоязычную локализацию. В 2007 году игра была переиздана в составе серии Legendary Hits.

## Геймплей
Игровой процесс во многих аспектах схож с предыдущей частью, игрок по-прежнему имеет возможность свободно передвигаться по всей площади трёхмерной боевой арены и наносить удары в трёх плоскостях: верхние, нижние и средние. Сохранились системы захватов и блоков, позволяющие эффективно защищаться и совершать быстрые контратаки. Изменения же незначительны, например, каждому персонажу добавилась новая дистанционная атака. Tobal 2 вышла одновременно с релизом в Японии геймпада Dual Analog, и компания Sony позиционировала её как первую игру с поддержкой данного периферийного устройства. Графика несколько улучшилась, так как для сглаживания полигональных моделей был применён метод тонирования Гуро.
Из предыдущей игры перекочевал и режим Quest Mode, по условию которого игрок должен провести персонажа через шесть уровней: тренировочная локация, пирамида, пустынный космический корабль, молморанская шахта, замок и финальная локация. В отличие от Tobal No. 1, геймплей здесь не ограничивается одними только драками — герой может есть, спать, делать покупки в магазине. Сражения происходят на нескольких этажах локации, игрок побеждает разнообразных монстров, из которых могут выпадать различные предметы: еда, камни, зелья, деньги или оружие. В ходе прохождения персонаж зарабатывает также очки опыта отдельно для каждой части тела или типа атаки. К примеру, чем выше развита способность бросать, тем бо́льшие повреждения получает противник после выполнения броска. Натренированная блокировка снижает повреждения от ударов во время блока и т. д. Сила атаки и защиты может быть повышена с помощью разбросанных на уровнях зелий и камней, причём при полностью заполненной шкале здоровья персонаж может собирать восстанавливающие предметы про запас.
Во время прохождения режима Quest Mode игрок имеет возможность ловить монстров и использовать их впоследствии в боях один на один, поэтому количество игровых героев сравнительно велико — 200. Некоторые из них уникальны, например, чокобо, но большинство представляет собой слегка улучшенные версии друг друга. Чтобы поймать монстра, необходимо бросить в него специальный фиолетовый камень, а жизни противника обязательно должны быть снижены до критического состояния. Достигнутый прогресс всегда можно сохранить в городских церквях, при этом сохранённый персонаж со всеми своими параметрами становится доступным в других режимах — аркадном и боях с другим игроком.

## Саундтрек
Музыку для саундтрека написал композитор Такаюки Накамура, известный по играм серии Virtua Fighter и позже Ehrgeiz. Стилистически саундтрек являет собой смешение разных жанров, в композициях выделяются элементы джаза, фанка и рок-н-ролла. Отвечая на вопрос о создании музыкального ряда, Накамура упомянул существенное влияние на свою работу творчества таких людей как Чик Кориа, Херби Хэнкок и Джефф Бек. Диск с двадцатью звуковыми дорожками был выпущен 21 апреля 1997 года компанией DigiCube.

## Отзывы и продажи
| Иноязычные издания | Иноязычные издания |
| Издание            | Оценка             |
| ------------------ | ------------------ |
| Famitsu            | 36 из 40           |
| GameSpot           | 8,1 из 10          |
| Hyper              | 95 из 100          |

Всего по состоянию на 1997 год в Японии было продано 318 тысяч копий Tobal 2, что позволило ей занять 31-е место в списке самых продаваемых игр года. Японский игровой журнал Famitsu дал файтингу 36 баллов из сорока и позже поместил на 50-е место в списке ста величайших игр всех времён для приставки PlayStation. Игра не издавалась в остальном мире, но, несмотря на это, западные обозреватели тепло встретили её выход. Так, портал GameSpot оценил Tobal 2 на 8,1 баллов из десяти, отметив, что игра превосходит свою предшественницу по всем показателям. При этом сайт констатирует о невозможности конкуренции с более популярными сериями, такими как Tekken и Mortal Kombat. 